# Ponggok (Mojo)
Ponggok is een bestuurslaag in het regentschap Kediri van de provincie Oost-Java, Indonesië. Ponggok telt 1933 inwoners (volkstelling 2010).